# Tapeinus
Tapeinus is een geslacht van wantsen uit de familie van de Reduviidae (Roofwantsen). Het geslacht werd voor het eerst wetenschappelijk beschreven door Laporte in 1833.

## Soorten
Het genus bevat de volgende soorten:

- Tapeinus bicolor (Hsiao, 1976)
- Tapeinus buruanus (Miller, 1954)
- Tapeinus drescheri (Miller, 1954)
- Tapeinus fallax Breddin, 1900
- Tapeinus femoralis (Stål, 1874)
- Tapeinus ferus (Miller, 1940)
- Tapeinus fuscipennis (Stål, 1874)
- Tapeinus geniculatus (Stål, 1870)
- Tapeinus gratiosus (Stål, 1863)
- Tapeinus greeni (Distant, 1902)
- Tapeinus inconspicuus (Herrich-Schaeffer, 1848)
- Tapeinus limbaticollis (Stål, 1866)
- Tapeinus malitiosus (Miller, 1940)
- Tapeinus marginellus (Distant, 1879)
- Tapeinus pictus Laporte, 1833
- Tapeinus proximus (Amyot & Serville, 1843)
- Tapeinus reuteri Bergroth, 1909
- Tapeinus rufipes (Stål, 1870)
- Tapeinus sanguinosus (Miller, 1940)
- Tapeinus singularis (Walker, 1873)
- Tapeinus zonatus (Stål, 1874)